# Grote Ruwenberg

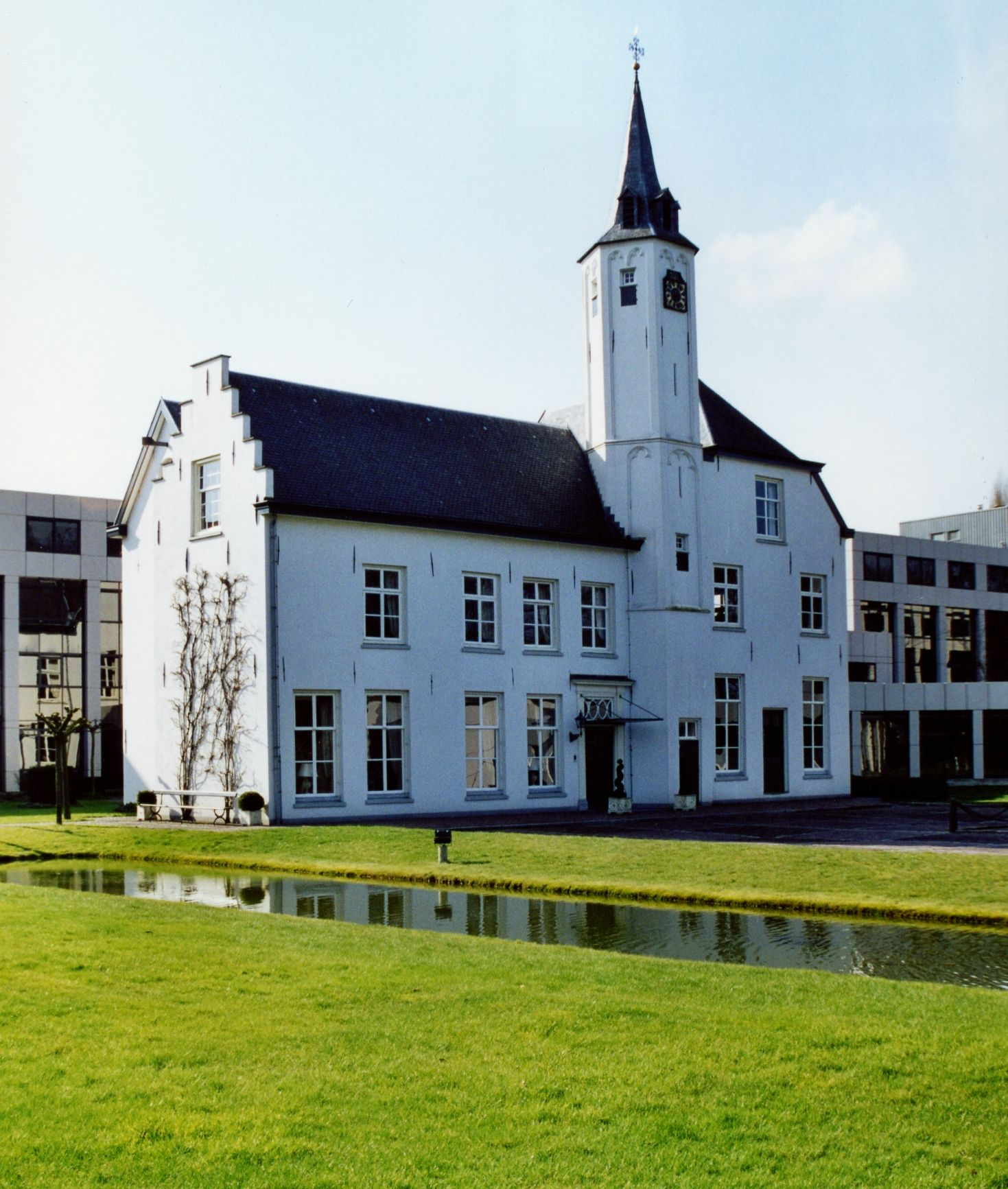
Kasteel de Grote Ruwenberg

De Grote Ruwenberg, soms ook aangeduid met De Ruwenberg of Huize de Ruwenberg, is een klein landgoed te Sint-Michielsgestel waarvan de kern nog elementen van een kasteel bevat. Het is gelegen aan een voormalige meander van de Dommel.
Tegenwoordig een conferentie-oord, was het ooit een adellijke behuizing en daarna een door de Fraters van Tilburg geleid internaat met kostschool.
Het kasteel is in de 14e eeuw gesticht. Het was een leengoed van de heer van Herlaar. Misleidend is het jaartal 1337 op de wijzerplaat van de toren, want ongetwijfeld is hiermee het jaar 1537 bedoeld.

## Adellijk huis
Het kasteel werd voor het eerst vermeld in het begin van de 15e eeuw, en toen werd het bewoond door Marcellis van Os. Spoedig echter kwam het aan het geslacht Van Thuyl. Achtereenvolgens werd het kasteel dan bewoond door Gozewijn van Thuyl, zijn zoon Willem van Thuyl, en in 1412 werd Dirk van Thuyl de eigenaar. In 1452 werd Dirks zoon Jan van Thuyl de eigenaar.
Vanaf 1455 wisselde het kasteel herhaaldelijk van eigenaar. Andries van Strijp, Dirk van der Aa, Jan Pels en Hendrik van Broekhoven werden in dit verband genoemd.
Uiteindelijk kwam het kasteel dan aan Jan van Ravenschot, die heer was van Capelle en Waspik. Omstreeks 1555 werd hij opgevolgd door zijn zoon Art van Ravenschot, gehuwd met Anna Schellaert. In 1570 volgde zoon Jan van Ravenschot op, die gehuwd was met Anna van Gendt, welke een dochter was van de heer van Nederveen-Cappel.
Omstreeks 1614 verhuurden zij het kasteel enige tijd aan de Kartuizers van de Vughtse Priorij Sinte Sophie, waarvan het klooster in 1578 was platgebrand.
Jan werd opgevolgd door Arnout van Ravenschot, die heer van Waspik was. De roerige tijden bleken uit de mededeling dat in 1629, het jaar van de Val van 's-Hertogenbosch, het leger was in roeren, en bij het kasteel werd seer geschermutseerd. Arnout overleed in 1642.
Hij werd opgevolgd door zijn zoon Hubert Engelbert van Ravenschot, die toestemming verleende om na 1648, toen de uitoefening van de katholieke eredienst verboden werd, de Mis op te dragen in de huiskapel. De pastoor, Jacob Meuten, dook in het kasteel onder maar werd op Nieuwjaarsdag 1654 alsnog betrapt op het bedrijven van paepsche stoutigheden en met een boete van 20 guldens gestraft. Doordat de manschappen die dit vergrijp ontdekten onderling ruzie kregen, konden de meeste kerkgangers een goed heenkomen zoeken. Ook de jongere broer van Hubert Engelbert, Robert van Ravenschot, werd beboet. De boete werd in 1655 voldaan, maar het kasteel moest worden verkocht.
Hendrik le Lyon werd de koper van het schoon adelijck huys ende casteele met dubbele grachten. Na zijn dood in 1671 werd het kasteel beleend aan Arnold van Breugel, de echtgenoot van dochter Adriana, en de tweede vrouw van Arnold. Doch het werd kort daarop verkocht aan de militair Philippe de Rouillé. Deze werd in 1715 door zijn zoon, kolonel François de Rouillé, opgevolgd. Deze was getrouwd met Elisabeth Cornelia van Buren. Hun zoon Philippe de Rouillé volgde hem op.
Toen de schuurkerk van Sint-Michielsgestel vernieuwd werd mocht kapelaan Waltherius van Erp opnieuw de Mis lezen in de huiskapel van het kasteel. Hij bleef daar echter mee doorgaan toen de schuurkerk alweer was opgeknapt. Ook hij werd betrapt en beboet voor 600 gulden.
In 1764 kwam de Grote Ruwenberg aan Philippe's neef, Oierre Philippe Joseph Petit, die landscommissaris te Roermond was. In 1768 werd het goed verkocht aan kolonel Jacob Christoffel van Bylandt. In 1786 verkocht deze het aan Rudolf Florentinus van Nieuwpoort, oud-gezaghebber op Java. In 1788 kocht Willem Quarles van Ufford het kasteel. Deze was gehuwd met Maria van Kuffeler.
In 1802 kwam Paul Scipion de Jassaud de Grand Clary in het kasteel. Zijn weduwe, Antonia Ebervelt, verkocht het in 1819 aan haar stiefdochter Alexandrine de Jassaud de Grand Clary. Het kasteel werd in 1820 doorverkocht aan notaris Philip Hendrik Meurs, en in 1833 verkocht deze het weer aan Henricus den Dubbelden, die apostolisch vicaris was. Hij liet een tuinhuisje, vijvers en een bloementuin aanleggen. De vicaris overleed in 1851, waarop de Fraters van Tilburg het kasteel betrokken.

## Onderwijsinstelling
De fraters richtten het jongensinternaat "Huize Ruwenberg" op en in 1852 kwamen de eerste leerlingen. 
De resten van het kasteel werden omringd door functionele gebouwen en de grachten werden gedempt. In 1866 woedde er op de zolderverdieping een brand, die echter tijdig kon worden bedwongen. In 1884 dreigde de achtzijdige toren, een der weinige overblijfselen van het kasteel, in te storten. Deze werd hersteld en kreeg een nieuwe spits. 
Kostschool De Ruwenberg kende een Cour Hollande, een Cour Moyenne, waar men Frans diende te spreken, en een Cour Supérieure, ofwel een handelsschool. Een van de leerlingen was Anton van Duinkerken.
In 1911 wilde men het instituut sterk uitbreiden en alle resten van het kasteel slopen. Toen het plan eindelijk ten uitvoer zou worden gebracht, brak de Tweede Wereldoorlog uit. Het jongensinternaat werd, samen met kleinseminarie Beekvliet, ingericht als kamp Sint-Michielsgestel. Het internaat was geschikt voor 197 mensen. Op 17 september 1944 werden de gijzelaars vrijgelaten. 
Na de bevrijding werd het complex  weer een onderwijsinstelling. Vanaf 1965 werden geen nieuwe leerlingen voor het internaat meer aangenomen, van ulo/mulo werd de instelling in 1968 uiteindelijk een mavo en een Middelbare detailhandelsschool (1969-1988)  omvattend.

## Heden
De laatste huurder was de Middelbare detailhandelschool (MDS). Het terrein werd door de fraters verkocht in 1989. De internaatsgebouwen werden gesloopt en op het terrein werd een conferentieoord opgericht, waarvan de overblijfselen van het kasteel een integraal onderdeel uitmaken.
Het belangrijkste nog bestaande deel van het kasteel is de 16e-eeuwse achtzijdige toren met drie geledingen. De achtkante spits met torenuurwerk is met leien bedekt.
Op het landgoed zijn wedstrijden voor het veldrijden gereden, waaronder het wereldkampioenschap in 2000 en de Nederlandse kampioenschappen in 2011 en 2017.